# Vigano San Martino

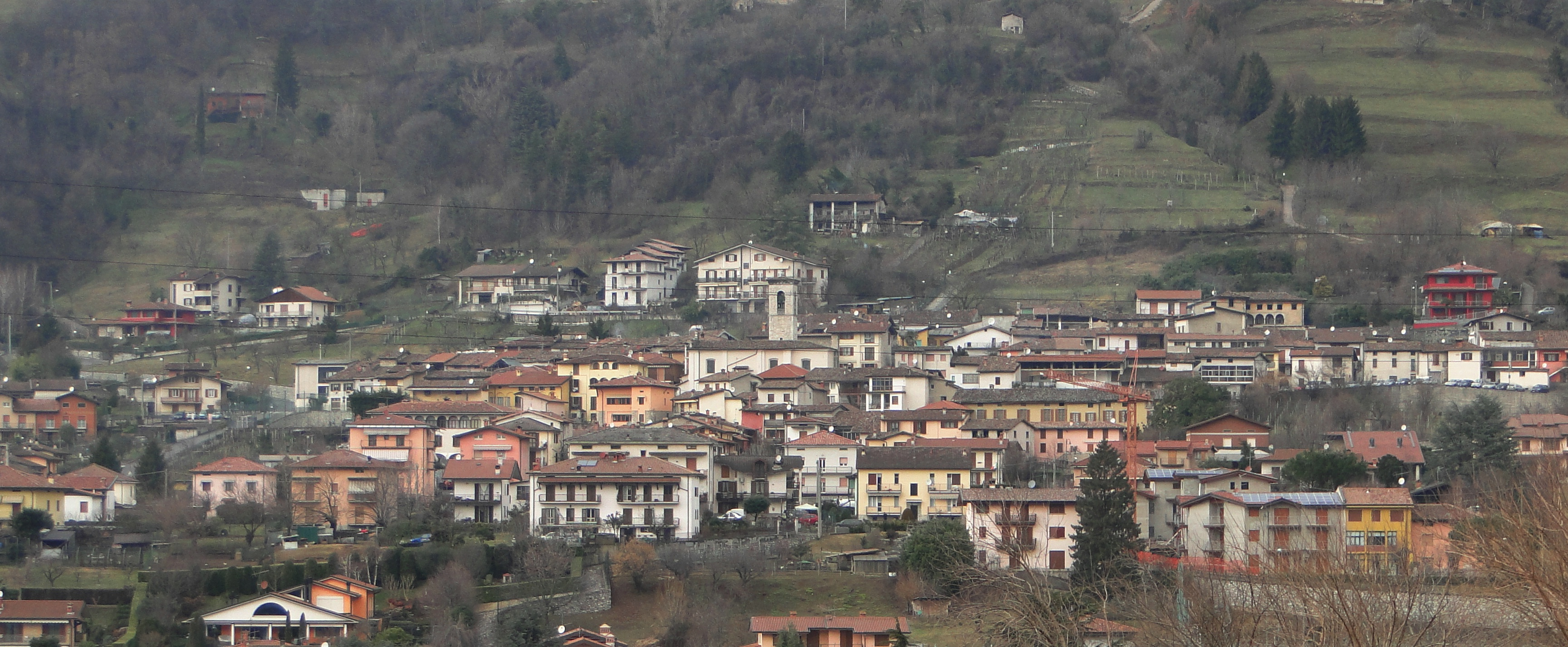
Vigano San Martino, Bergamo, Italia.

Vigano San Martino là một đô thị ở tỉnh Bergamo trong vùng Lombardia, có vị trí cách khoảng 60 km về phía đông bắc của Milano và khoảng 20 km về phía đông của Bergamo. Tại thời điểm ngày 31 tháng 12 năm 2004, đô thị này có dân số 1.068 người và diện tích là 3,6 km².
Vigano San Martino giáp các đô thị: Albino, Berzo San Fermo, Borgo di Terzo, Casazza, Grone.